# Mycterocera contigua
Mycterocera contigua är en tvåvingeart som beskrevs av James 1967. Mycterocera contigua ingår i släktet Mycterocera och familjen vapenflugor. Inga underarter finns listade i Catalogue of Life.